# Manasses van Dammartin
Manasses van Dammartin bijgenaamd de Kale (overleden te Bar-le-Duc op 15 november 1037) was de eerste graaf van Dammartin. Hij behoorde tot het huis Montdidier en was de stichter van het huis Dammartin-en-Goële.

## Levensloop
Manasses was een zoon van graaf Hilduin II van Arcis-sur-Aube en diens onbekend gebleven echtgenote. Hij was de eerste graaf van Dammartin.
In 1037 nam hij deel aan de poging van graaf Odo II van Blois om het koninkrijk Bourgondië te veroveren. Hij sneuvelde in november van dat jaar bij de Slag bij Bar-le-Duc. Zijn zoon Odo volgde hem op als graaf van Dammartin.

## Huwelijk en nakomelingen
Manasses was gehuwd met Constance, vermoedelijk een dochter van koning Robert II van Frankrijk. Ze kregen volgende kinderen:
- Odo (overleden rond 1061), graaf van Dammartin
- Hugo I (overleden rond 1103), graaf van Dammartin
- Adelheid, huwde met heer Hugo van Gournay-en-Bray
- Stephanie, huwde met heer Godfried van Étrépagny